# El Cristo Transfigurado

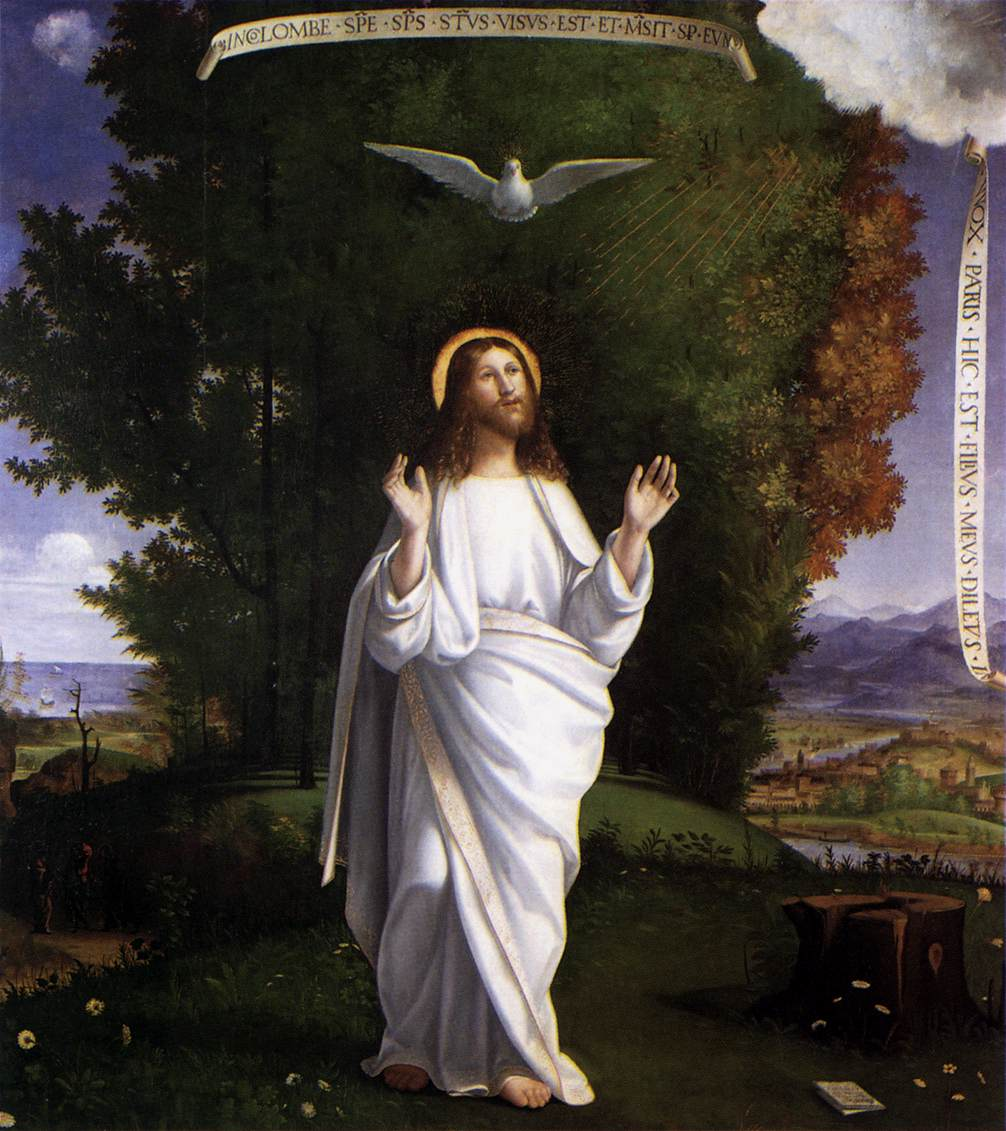
El Cristo transfigurado (1513) by Andrea Previtali

El Cristo transfigurado es un óleo sobre tabla de 1513 de Andrea Previtali, que se encuentra en la Pinacoteca di Brera de Milán desde 1811 Está firmado y fechado Al Nobel homo mr/Andrea dipintor in/Bergamo/MDXIII en un pequeño libro en la parte inferior derecha.
Fue una de las primeras obras encargadas en Bérgamo por Paolo y Giovannino Casotti, parte de los Casotti de Mazzoleni, una familia de mercaderes enriquecida por el comercio de la lana y la seda. Fue ejecutada en 1513, como se indica en la propia obra - Francesco Tassi cree que lleva la inscripción NOB.PAULUS, ET JO. FRATRES DE CASPOTTIS TRINO OBTULERUNT HAEC 1513. Se cree que fue para la capilla de la familia en la iglesia de Santa Maria Immacolata delle Grazie en Bérgamo. Paolo y el resto de la familia encargaron varias obras más al artista, entre las que destaca la Madonna Casotti (1523).

## Iconografía

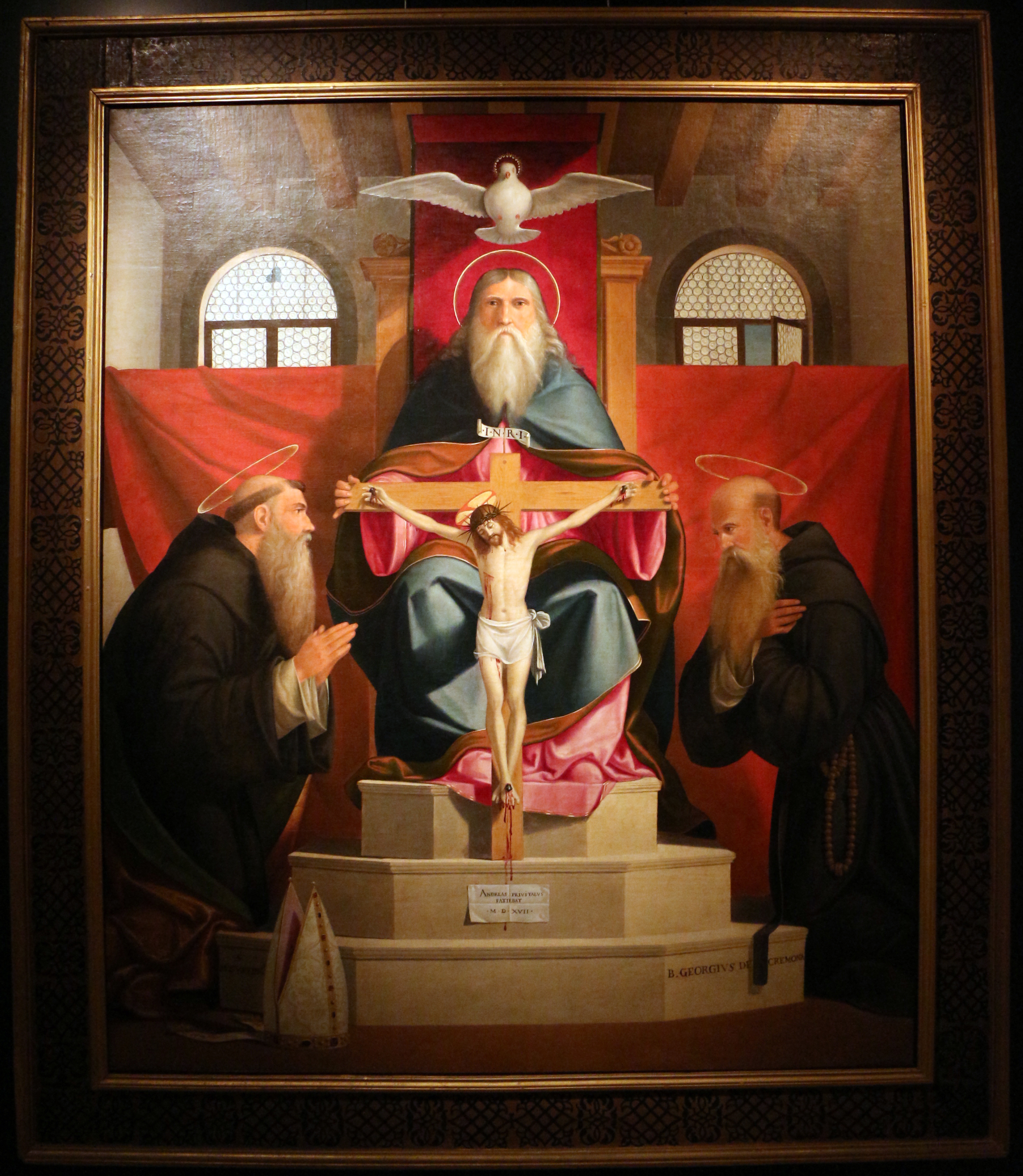
Andrea Previtali, La Virgen con San Agustín y el Beato Giorgio da Cremona

La elección del tema no fue casual, ya que se produjo en el año en que Bérgamo fue asediada por las tropas francesas, apoyadas por el Emperador del Sacro Imperio Romano Germánico, y sólo dos años después de que Luis XII de Francia convocara un asamblea de prelados, amenazando con el cisma. La obra representaba, por tanto, una vuelta a los valores unificadores de la fe. El pintor estuvo acompañado por un teólogo franciscano durante la realización de la obra.
La obra representa nominalmente la Transfiguración de Cristo, aunque omite a los tres apóstoles tradicionales en las pinturas de ese acontecimiento y relega las figuras de Moisés y Elías a la distancia. Las tres personas de la Santísima Trinidad están representadas, con el Espíritu Santo como una paloma blanca y el Padre como una luz blanca, una nube y palabras en volutas por encima y al lado del Hijo, una representación de la Trinidad muy diferente a la que Previtali realizó posteriormente para la iglesia de Almenno San Salvatore. Las volutas son muy estrechas, probablemente debido al espacio en el que debía colgarse la obra -la iglesia estipuló que no podía cubrir los frescos existentes de la Vida de San Francisco de Jacopino Scipioni.
El árbol detrás de Cristo proyecta una sombra, dando a entender su Pasión y Resurrección. En el fondo de la izquierda y la derecha hay un paisaje naturalista y el río Jordán, que hace referencia al bautismo de Cristo, otro acontecimiento marcado por la presencia del Padre, el Hijo y el Espíritu Santo.